# Departement Utrecht
Het departement Utrecht was een departement van de Nederlanden van 1802 tot en met 1810. De hoofdstad was Utrecht.
Na de oprichting van het Bataafs Gemenebest in 1801 werd bij wet van 21 juni 1802 de departementale indeling van het rijk vastgesteld. De grenzen van het voormalige gewest Utrecht van de Bataafse Republiek werden hersteld. De heerlijkheid Vianen, die in 1725 was aangekocht door de Staten van Holland, werd aan Utrecht toegevoegd.
Na de oprichting van het koninkrijk Holland in 1806 werd bij wet van 13 april 1807 de departementale indeling van het rijk vastgesteld. De grenzen van het departement werden grotendeels behouden.

Utrecht in het koninkrijk Holland

Landdrost van Utrecht ten tijde van het koninkrijk Holland was Jan Hendrik van Lynden van Lunenburg (8 mei 1807 – 28 december 1810).
Na de annexatie van het koninkrijk Holland op 9 juli 1810 werd het departement op 1 januari 1811 samengevoegd met het departement Amstelland tot een departement van het Eerste Franse Keizerrijk onder de naam Zuiderzee (Franse schrijfwijze: Zuyderzée).

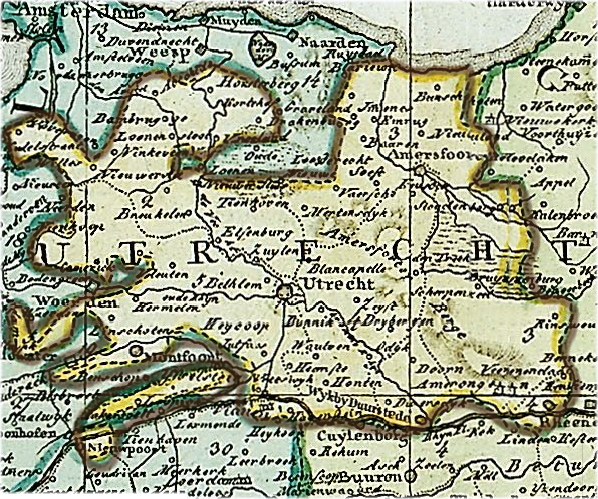
Departement Utrecht (kaart uit 1802)

Bataafs Brabant · Friesland · Gelderland · Holland · Overijssel · Stad en Landen van Groningen · Utrecht · Zeeland
Amstelland · Brabant · Drenthe · Gelderland · Groningen · Friesland · Maasland · Oost-Friesland · Overijssel · Utrecht · Zeeland